# Los hermosos días de Aranjuez
Los hermosos días de Aranjuez (en francés: Les Beaux Jours d'Aranjuez) es una película dramática de 2016 dirigida por Wim Wenders. La obra está basada en la novela de 2012 Die schönen Tage von Aranjuez de Peter Handke. Fue elegida para competir en la sección oficial por el León de Oro en el Festival Internacional de Cine de Venecia de 2016.

## Argumento
Un hombre (Reda Kateb) y una mujer (Sophie Semin se sientan en un jardín a a las afueras de París en un día de verano. Hablan sobre sus experiencias sexuales y la diferencia entre hombres y mujeres. Paralelamente, un escritor intenta de reproducir e imaginar esa conversación.

## Reparto
- Reda Kateb como el hombre
- Sophie Semin como la mujer
- Nick Cave como él mismo
- Peter Handke como el jardinero
- Jens Harzer como el escritor

## Acogida
Peter Bradshaw del diario The Guardian le dio una puntuación de 2 estrellas sobre 5, definiéndole como "una inerte y exasperante superficialidad a dos manos: consciente de sí mismo, tedioso, con una teatralidad anticuada y engorrosa, engañado en una presentación en 3D que no agrega nada a sus cuadros estereoscópicos aburridos de un jardín francés idealizado a las afueras de París." Deborah Young of The Hollywood Reporter praised Virginie Hernvann's production design.
Ben Croll de IndieWire le dio al film un suspenso diciendo "Creo que podría vivir como una curiosidad, como una respuesta a la pregunta, '¿Cuál es la película más impermeable a los spoilers desde que Andy Warhol apuntó su cámara al Empire State Building y la dejó rodar durante ocho horas?" Guy Lodge de Variety dijo "Incluso para los especialistas en Wenders, la película es principalmente de interés académico: una entrada intermedia en la investigación en curso del cineasta sobre las posibilidades de las imágenes estereoscópicas, desplegada hasta ahora con un efecto mucho más vibrante en sus documentales que en su trabajo narrativo."